# Chesapeake Beach (Maryland)
Chesapeake Beach es un pueblo ubicado en el condado de Calvert en el estado estadounidense de Maryland. En el año 2010 tenía una población de 5.753 habitantes y una densidad poblacional de 799,03 personas por km².

## Geografía
Chesapeake Beach se encuentra ubicado en las coordenadas 
38°41′42″N 76°32′10″O / 38.69500, -76.53611.

## Demografía
Según la Oficina del Censo en 2000 los ingresos medios por hogar en la localidad eran de $88.125 y los ingresos medios por familia eran $106.905. Los hombres tenían unos ingresos medios de $69.265 frente a los $45.729 para las mujeres. La renta per cápita para la localidad era de $37.299. Alrededor del 2.7% de la población estaba por debajo del umbral de pobreza.